# Willie Adler
Willie Adler (ur. 26 stycznia 1976 w Richmond) – amerykański muzyk, kompozytor i gitarzysta. Adler jest wieloletnim gitarzystą grupy muzycznej Lamb of God w której występował wraz z bratem perkusistą Chrisem Adlerem.
W 2004 roku muzyk wraz z Markiem Mortonem został sklasyfikowany na 80. miejscu listy 100 najlepszych gitarzystów heavymetalowych wszech czasów według magazynu Guitar World.

## Instrumentarium
| Gitary - ESP Eclipse Willie Adler Signature Eclipse - ESP Eclipse Quilt Blue W/ Gold Edging - ESP Eclipse Quilt Red W/ Gold Edging - ESP-LTD EX-400BD Wzmacniacze i kolmy głośnikowe - Mesa Boogie Mark IV and V head - Mesa 4x12 Cabs - Framus 4x12 Cab (2004) - Mesa/Boogie Roadster head - Mesa/Boogie Stiletto into an Orange 4x12 cabinet |  | Efekty gitarowe - Sennheiser EW300 Wireless System - Rack Tuner and Foot Tuner - DBX 266XL Compressor - Line 6 Pod - Tech 21 SansAmp - Rocktron Hush Super Cs - Boss TU-2 tuner Struny i kostki gitarowe - GHS Boomer Strings gauge 10-46 - Dunlop Tortex 1mm pick |

## Filmografia
| Tytuł                 | Rok  | Uwagi                                    | Źródło      |
| --------------------- | ---- | ---------------------------------------- | ----------- |
| "As the Palaces Burn" | 2014 | film dokumentalny, reżyseria: Don Argott | [ 4 ] [ 5 ] |